# 秋山莉奈の素敵にトラベり〜な!
『秋山莉奈の素敵にトラベり〜な!』は、パワーテレビジョン制作の旅番組。

## 概要
秋山莉奈の看板番組となる旅番組。パワーテレビジョンが制作・配給し、BS11や地方局で放送されていた。『秋山莉奈の素敵にトラベり〜な!』『たびたび秋山さん』『秋山莉奈のベジフルライフ』と番組名が変更していった。

## サブタイトル

### 『素敵にトラベり〜な!』サブタイトル
| 放送回 | サブタイトル                  | 旅先                                            |
| ------ | ----------------------------- | ----------------------------------------------- |
| 第1回  | 塩原の秘湯を巡り～な!         | 栃木県 那須塩原市                               |
| 第2回  | 東伊豆の癒しを贈り～な!       | 静岡県 伊東市                                   |
| 第3回  | 半田の歴史を食べまくり～な!   | 愛知県 半田市                                   |
| 第4回  | 鬼怒川・川治をくだり～な!     | 栃木県 日光市                                   |
| 第5回  | 南知多の海を欲張り～な!       | 愛知県 南知多町                                 |
| 第6回  | 栗の町からお便り～な!         | 長野県 小布施町 山田温泉                        |
| 第7回  | 長野の味を堪能しまくり～な!   | 長野県 長野市、奥山田                           |
| 第8回  | 汗だく！？くじゅうくり～な!   | 千葉県 九十九里町                               |
| 第9回  | 花吹雪でしっとり～な!         | 静岡県 伊東市                                   |
| 第10回 | 信州上田で味覚狩り～な!       | 長野県 上田市                                   |
| 第11回 | サーモンでいしかり～な!       | 北海道 石狩市                                   |
| 第12回 | 千本松をぐるり～な!           | 栃木県 那須塩原市                               |
| 第13回 | ゆずと美肌がキラり～な!       | 千葉県 東金市 千葉県 白子町                     |
| 第14回 | ニシン御殿で語り～な!         | 北海道 小樽市                                   |
| 第15回 | 箱根の山でけむり～な!         | 神奈川県 箱根町                                 |
| 第16回 | 小田原でねりねり～な!         | 神奈川県 小田原市                               |
| 第17回 | 運河の流れにゆったり～な!     | 北海道 小樽市                                   |
| 第18回 | 富士の地底をもぐり～な!       | 山梨県 南都留郡                                 |
| 第19回 | 鉄板天国へ舞い降り～な!       | 北海道 札幌市                                   |
| 第20回 | ワイン尽くしでホロり～な!     | 山梨県 石和町                                   |
| 第21回 | 栃木の焼きそばをほうばり～な! | 栃木県 宇都宮市 栃木県 栃木市 栃木県 那須塩原市 |
| 第22回 | いわき湯本でまったり～な!     | 福島県 いわき                                   |
| 第23回 | イキな魚を握り～な!           | 福島県 いわき市 神奈川県 小田原市               |
| 第24回 | 市場でどんぶり～な!           | 福島県 いわき市 北海道 小樽市                   |
| 第25回 | 群馬の隠れ宿でのんびり～な!   | 群馬県 桐生市                                   |
| 第26回 | 小江戸・川越をぶらり～な!     | 埼玉県 川越市                                   |

### 『たびたび秋山さん』サブタイトル
| 放送回 | サブタイトル             | 旅先              |
| ------ | ------------------------ | ----------------- |
| 第1回  | 秋山さん蔵王に立つ!      | 山形県 蔵王温泉   |
| 第2回  | 秋山さん稲取に突入!      | 静岡県 稲取温泉   |
| 第3回  | 秋山さん赤湯に立つ!      | 山形県 赤湯温泉   |
| 第4回  | 秋山さん湯煙に舞う!      | 静岡県 熱川温泉   |
| 第5回  | 秋山さん鴨川をペロリ!    | 千葉県 鴨川市     |
| 第6回  | 秋山さん砂山を激走!      | 千葉県 館山市     |
| 第7回  | 秋山さんと山形の麺!      | 山形県山 形市     |
| 第8回  | 秋山さん動物を語る!      | 静岡県 伊豆       |
| 第9回  | 秋山さん鎌倉で洗う!      | 神奈川県 鎌倉市   |
| 第10回 | 秋山さん南房総に夢中!    | 千葉県 館山市     |
| 第11回 | 秋山さんと伊豆の丼!      | 静岡県 熱川温泉   |
| 第12回 | 秋山さんと水上の恵み!    | 群馬県 水上温泉   |
| 第13回 | 秋山さんと米沢の技!      | 山形県 米沢市     |
| 第14回 | 秋山さん鴨川で初キッス!? | 千葉県 鴨川市     |
| 第15回 | 秋山さん修善寺に納得!    | 静岡県 修善寺温泉 |
| 第16回 | 秋山さんと谷川の清流!    | 群馬県 谷川温泉   |
| 第17回 | 秋山さんと宙を舞う麺!    | 神奈川県 横浜市   |
| 第18回 | 秋山さん椎茸にびっくり!  | 静岡県 伊豆市     |
| 第19回 | 秋山さん法師流のすすめ!  | 群馬県 みなかみ町 |
| 第20回 | 秋山さんホッと下呂温泉!  | 岐阜県 下呂温泉   |
| 第21回 | 秋山さん犬山がお好き!    | 愛知県 犬山市     |
| 第22回 | 秋山さんと沼津港食堂街!  | 静岡県 沼津市     |
| 第23回 | 秋山さん中伊豆を巡る!    | 静岡県 修善寺温泉 |
| 第24回 | 秋山さんとGグルメ!       | 岐阜県 下呂温泉   |
| 第25回 | 秋山さんと愛知個性店!    | 愛知県 名古屋市   |
| 第26回 | 秋山さんと千葉の野菜!    | 千葉県 館山市     |

## 関連番組
- 秋山莉奈&芳賀優里亜のJヴァカンス